# Naumanns lijster
Naumanns lijster (Turdus naumanni) is een vogelsoort in de familie Turdidae. De naam is een eerbetoon aan de Duitse ornitholoog Johann Friedrich Naumann.

## Kenmerken
Naumanns lijster is even groot als een zanglijster, 21–23 cm lang. De vogel heeft een lichtbruine ondervleugel en een lichte wenkbrauwstreep en lijkt daarmee sterk op de bruine lijster. Een opvallend verschil is dat Naumanns lijster veel warmer gekleurd is. De stuit en de bovenkant van de staart zijn roestrood (bij de bruine lijster donkerbruin) en op de borst is de vogel eerder oranje tot bruin waar de bruine lijster contrastrijk zwart wit gekleurd is.

## Verspreiding en leefgebied
De soort broedt in Midden-Siberië in de taigabossen. De bruine lijster (Turdus eunomus) wordt vaak nog beschouwd als een ondersoort van deze lijster onder andere door BirdLife International. De naumanns lijster broedt zuidelijker dan de bruine lijster en trekt 's winters ook minder ver naar het zuiden en wordt ook minder vaak als dwaalgast waargenomen buiten het broedgebied.
De vogels die als dwaalgast in West-Europa werden waargenomen bleken meestal bruine lijsters en vaak geregistreerd als ondersoort van Naumanns lijster (T. naumanni eunomus).

## Status
Naumanns lijster heeft een enorm groot verspreidingsgebied en daardoor alleen al is de kans op de status kwetsbaar (voor uitsterven) uiterst gering. De grootte van de populatie is niet gekwantificeerd, maar de soort is redelijk algemeen. Er zijn geen harde cijfers over trends. Om deze redenen staat Naumanns lijster (samen met de bruine lijster) als niet bedreigd op de Rode Lijst van de IUCN.